# 香港政府公務員建屋合作社
香港政府公務員建屋合作社（英語：Civil Servants' Co-operative Building Societies），簡稱合作社或稱公務員樓，屬於香港早期的房屋福利，公務員建屋合作社是於1950年代，香港政府推出的長俸公務員房屋福利計劃，由政府以特惠價格批地予合作社興建，公務員可以擁有樓宇業權。公務員建屋合作社由政府以特惠價格批出土地，（一般是地價的1/3），讓當時合資格的公務員以合作社形式建屋，並且可以獲得政府貸款支付地價及建築費。此計劃在1970年代曾一度中止，隨後於1977年於香港政府華員會要求下短暫重啟
，直至1980年代中期才永久取消。期間先後成立了238個合作社，單位數目達5,000多個。

## 概況
1987年，政府制訂機制，合作社若取得7成半社員同意，可按既定程序解散。由於有關樓宇具資助性質，有轉讓限制，社員須先向地政總署申請及補地價，以撤銷該單位的轉讓限制，業主始可自由轉售單位。
截至2011年12月，未分契的公務員建屋合作社有67個；22個位於香港，45個位於九龍，而已完成分契的有171個；70個位於香港，98個位於九龍，1個於香港島及九龍均有樓宇，兩個位於新界。公務員樓分契後，不小成了發展商收購重建對象。
全港共有238個合作社。截至2015年11月30日，當中186個已經解散，尚有52個未解散。在186個已解散的合作社中，14個已就轄下的樓宇向地政總署補地價，當中12個轄下的樓宇已重建。
1956年落成的西環高級公務員宿舍為首個公務員建屋合作社建屋計劃的試點，後來重建名為寶翠園。其他項目包括已經清拆的漆咸大廈，即重建後的昇御門，及柴灣的藹寧園，亦於2009年5月被南豐集團收購全數約1百個單位業權，並已重建為香島，昔日香港歷史最悠久的公務員合作社宿舍，如今悉數為發展商收購重建。現時，靠背壟美善同道、馬頭涌馬頭涌道、採石山常盛街、西灣河街及長沙灣保安道、順寧道一帶，仍然有不少公務員樓。展望未來，市建局打算收購靠背壟道/浙江街以及馬頭圍盛德街/馬頭涌道公務員樓。

### 近年收購活動
2012年8月13日，靠背壟美善同道78至80號公務員合作社住宅泳苑，以每伙1,100萬港元易手，全幢涉資1億3,200萬港元，物業具重建價值，樓面呎價約2,933元，新買家為FAME TOP INVESTMENT LIMITED。公司註冊處資料，該公司董事楊家樹、李旺卿及楊敏健，為從事保齡球場生意的楊氏家族。
2017年12月，雅居樂以4億港元購入鰂魚涌英皇道992至998號公務員合作社住宅。

## 例子
公務員合作社有238個，截至2022年2月28日，當中197個合作社已解散:

### 港島
- 鰂魚涌英皇道992至998號
- 薄扶林摩星嶺道15-23號翠暉臺
- 薄扶林羅富國徑7-11號
- 跑馬地藍塘道55號[10]
- 跑馬地藍塘道111-117號藍塘苑
- 跑馬地大坑道89-93號龍風臺
- 西灣河惠亨街37號
- 北角英皇道630號怡景大廈[11]
- 寶馬山天后廟道88-94號衡峰閣
- 寶馬山天后廟道108-114號夏蕙臺
- 寶馬山雲景道12號美家閣
- 寶馬山雲景道41號雲景大廈

### 九龍
- 長沙灣順寧道330-332號翠華閣[12]
- 長沙灣保安道365-371號安興閣
- 九龍塘又一村海棠路2-6號
- 煙燉山義德道17號獵苑[13]
- 九龍仔喇沙利道20-22號[14]
- 九龍仔衙前圍道158號翠苑
- 何文田何文田街37-47號康園
- 何文田公主道6號
- 採石山敬德街1-3號美寧台
- 鶴園角高山道90-92號
- 鶴園角高山道94-96號大同閣
- 紅磡差館里55-59號

### 新界
- 荔景華員邨
- 火炭沙田山莊

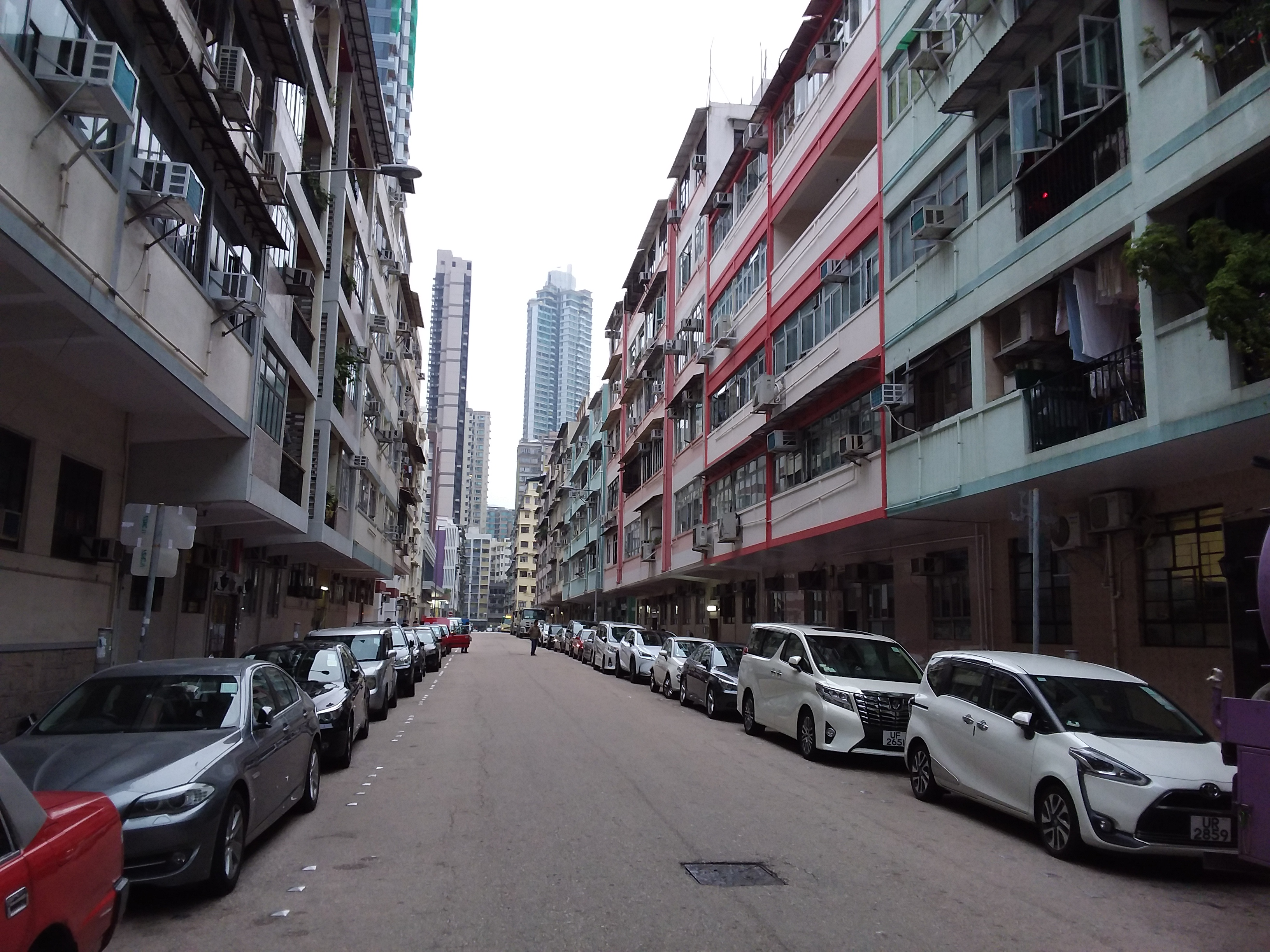
美善同道一帶的合作社樓房
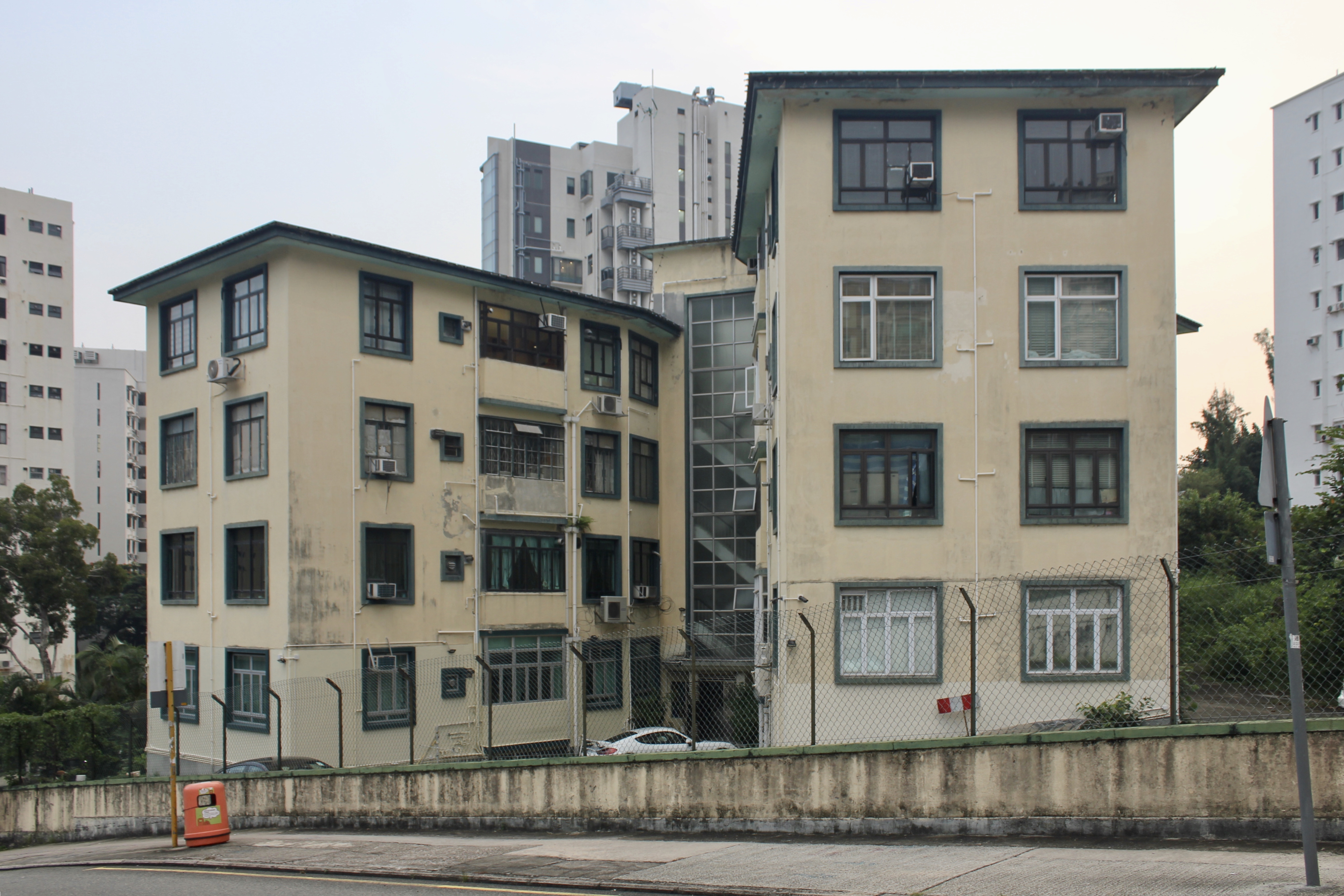
煙燉山義德道「獵苑」

## 外部連結
- 合作有間：從政府檔案看「公務員建屋合作社」的歷史

 维基共享资源上的相關多媒體資源：公務員建屋合作社樓宇